# Corydoras concolor
Corydoras concolor är en fiskart som beskrevs av Weitzman, 1961. Corydoras concolor ingår i släktet Corydoras och familjen Callichthyidae. Inga underarter finns listade i Catalogue of Life.